# 가미이다정
가미이다정(일본어: 上飯田町)은 일본 나가노현 시모이나군에 설치되었던 정이다. 현재의 이다시에 해당한다.